# Plan de Ordenación de los Recursos Naturales
Un Plan de Ordenación de los Recursos Naturales (PORN) es un instrumento de planeamiento territorial y de protección ambiental, recogido en el ordenamiento jurídico español que persigue adecuar la gestión de los recursos, y en especial de los espacios naturales y de las especies a proteger, según la política de conservación de la naturaleza establecida por la «Ley del Patrimonio Natural y de la Biodiversidad».
Los Planes de Ordenación de los Recursos Naturales son el instrumento específico para la delimitación, tipificación, integración en red y determinación de su relación con el resto del territorio, de los sistemas que integran el patrimonio y los recursos naturales de un determinado ámbito espacial, con independencia de otros instrumentos que pueda establecer la legislación autonómica.
El Ministerio de Transición Ecológica, (en la fecha de publicación de la Ley el Ministerio de Medio Ambiente), con la participación de las comunidades autónomas, es el responsable de elaborar, en el marco del Plan Estratégico Estatal del Patrimonio Natural y de la Biodiversidad, unas directrices para la ordenación de los recursos naturales a las que, en todo caso, deberán ajustarse los Planes de Ordenación de los Recursos Naturales que aprueben las Comunidades autónomas. Dichas directrices se aprobarán mediante Real Decreto, en un plazo máximo de dos años, previo informe del Consejo Estatal para el Patrimonio Natural y la Biodiversidad.
Es objeto de dichas directrices el establecimiento y definición de criterios y normas generales de carácter básico que regulen la gestión y uso de los recursos naturales, de acuerdo con lo establecido por la presente Ley.

## Objetivos
Son objetivos de los Planes de Ordenación de los Recursos Naturales, sin perjuicio de lo que disponga la normativa autonómica, los siguientes:
- Identificar y georreferenciar los espacios y los elementos significativos del Patrimonio Natural de un territorio y, en particular, los incluidos en el Inventario del Patrimonio Natural y la Biodiversidad, los valores que los caracterizan y su integración y relación con el resto del territorio.

- Definir y señalar el estado de conservación de los componentes del patrimonio natural, biodiversidad y geodiversidad y de los procesos ecológicos y geológicos en el ámbito territorial de que se trate.

- Identificar la capacidad e intensidad de uso del patrimonio natural y la biodiversidad y geodiversidad y determinar las alternativas de gestión y las limitaciones que deban establecerse a la vista de su estado de conservación.

- Formular los criterios orientadores de las políticas sectoriales y ordenadores de las actividades económicas y sociales, públicas y privadas, para que sean compatibles con las exigencias contenidas en la presente Ley.

- Señalar los regímenes de protección que procedan para los diferentes espacios, ecosistemas y recursos naturales presentes en su ámbito territorial de aplicación, al objeto de mantener, mejorar o restaurar los ecosistemas, su funcionalidad y conectividad.

- Prever y promover la aplicación de medidas de conservación y restauración de los recursos naturales y los componentes de la biodiversidad y geodiversidad que lo precisen.

- Contribuir al establecimiento y la consolidación de redes ecológicas compuestas por espacios de alto valor natural, que permitan los movimientos y la dispersión de las poblaciones de especies de la flora y de la fauna y el mantenimiento de los flujos que garanticen la funcionalidad de los ecosistemas.